# Naples (Teksas)
Naples – miasto w Stanach Zjednoczonych, w stanie Teksas, w hrabstwie Cumberland.